# Ordensburg Krössinsee
Ordensburg Krössinsee – niemiecki nazistowski ośrodek szkoleniowy nad jeziorem Krosino na terenie Krosina (dawnej wsi, współcześnie osiedla Złocieńca), działający w latach 1936–1945. Był jednym z trzech utworzonych na terenie III Rzeszy ośrodków szkoleniowych tego typu (pozostałe to Ordensburg Sonthofen w Allgäu i Ordensburg Vogelsang w Eifel).

## Historia

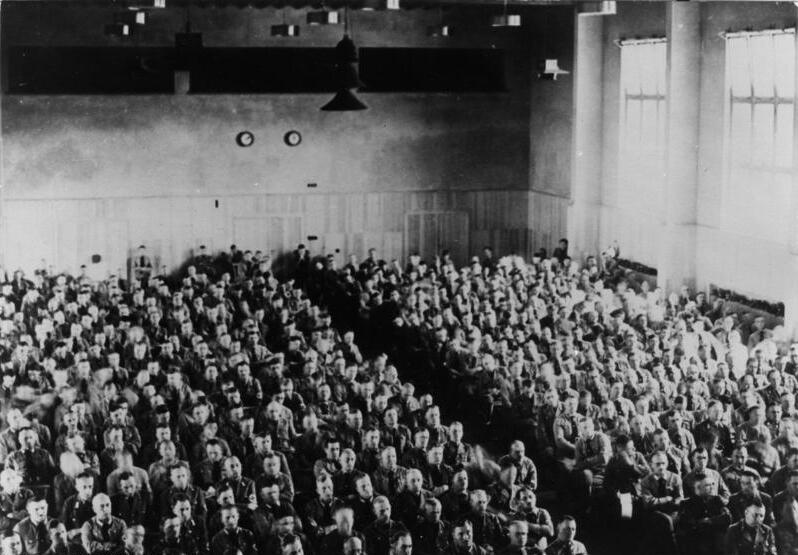
Słuchacze w trakcie wykładu w Ordensburg Krössinsee

Budowę ośrodka nad Krosinem rozpoczęto od uroczystego złożenia kamienia węgielnego 22 kwietnia 1934 roku. Finansowano ją z funduszy Niemieckiego Frontu Pracy. Wszystkie trzy ośrodki otwarto uroczyście 24 kwietnia 1936 (cztery dni po urodzinach Hitlera), który osobiście otworzył ośrodek w Złocieńcu. Ośrodek w 1937 odwiedził Edward VIII Windsor, który rok wcześniej abdykował z tronu Wielkiej Brytanii.
Nazwa Ordensburg (dosł. tł.: „twierdza zakonna”) w wolnym tłumaczeniu to „Zamek Szkoleniowy”. Był to obiekt, którego zadaniem było przygotowanie młodych Niemców do wykonywania zadań w aparacie partyjnym NSDAP, miała to być swego rodzaju kuźnia kadr NSDAP. Przyszli nazistowscy funkcjonariusze byli szczególnie starannie dobierani, również pod względem czystości rasy. Ośrodek wyszkolił ponad 1000 nazistów, którzy podczas II wojny światowej zostali skierowani na ziemie polskie, a po agresji na ZSRR część z nich przerzucono na wschód. Sformowana w ośrodku w sierpniu 1939 r. Einsatzgruppe IV dowodzona przez Lothara Beutela, a następnie Josefa Meisingera w ramach operacji Tannenberg i Intelligenzaktion popełniła liczne zbrodnie w trakcie kampanii wrześniowej i okupacji Polski, m.in. w Bydgoszczy i Warszawie.
16 maja 1941 Robert Ley przemianował Ordensburg am Krössinsee na NZ Ordensburg. Die Falkenburg am Krössinsee. Niewielka część ośrodka została zniszczona w pożarze 29 czerwca 1944. Został opuszczony 4 marca 1945 i zajęty bez walki przez żołnierzy 1 Armii Wojska Polskiego. Po wojnie (do 1947 r.) koszarowała w nim Armia Czerwona. W latach 1947–1952 znajdował się tu Centralny Ośrodek Sportowy. Potem kompleks został przejęty przez Wojsko Polskie. Obecnie mieści się tu jednostka wojskowa 1696, w której stacjonuje 2 Brygada Zmechanizowana Legionów im. Marszałka Józefa Piłsudskiego.

## Architektura

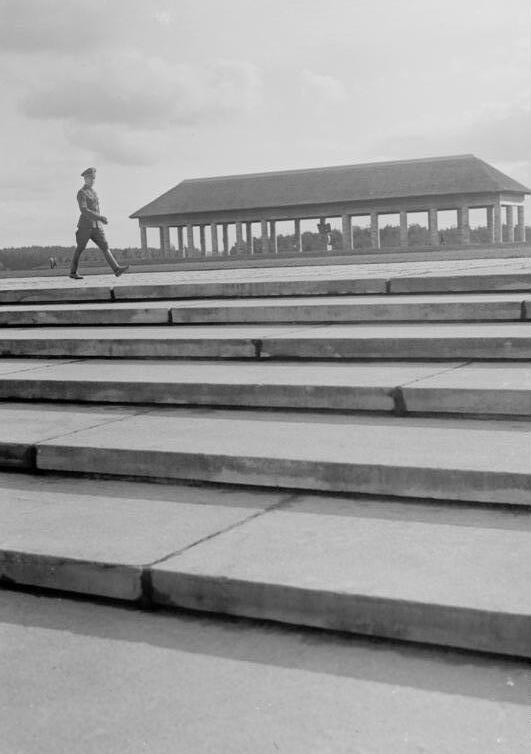
"Dziedziniec honorowy" i hala ku czci puczystów w 1937 r.

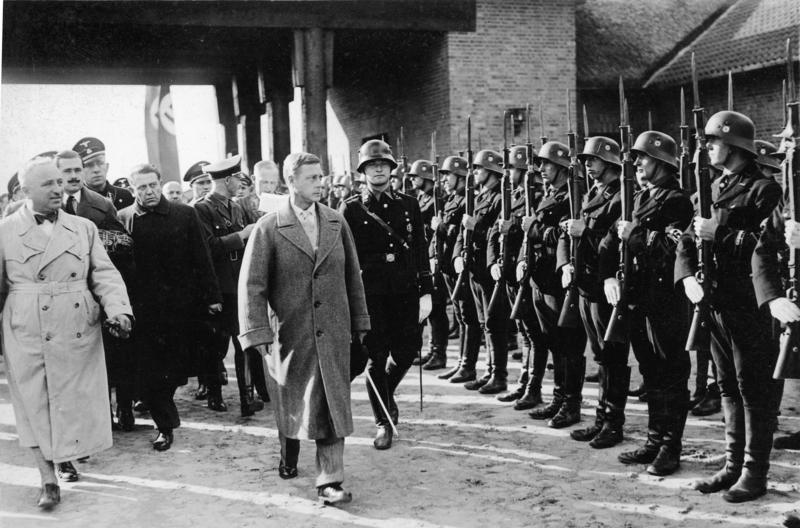
Książę Edward VIII Windsor i Robert Ley zwiedzający ośrodek w 1937 r.

Kompleks zaprojektował Clemens Klotz, projektant Ordensburg Vogelsang oraz ośrodka wypoczynkowego Prora. Na terenie ośrodka powstały budynki mieszkalne, obiekty służące zajęciom dydaktycznym i sportowym, przeznaczone do spędzania wolnego czasu oraz grupa obiektów mająca znaczenie rytualne, przeznaczona do apeli, zebrań i wart honorowych.
W centrum kompleksu znajdował się „dom wspólnotowy”. Na wschód od niego rozciągało się Thingstätte. Po jego bokach znajdowało się osiemnaście „domów braterskich” połączonych traktem sanitarnym, a nad jeziorem monumentalny budynek dla gości. Na wschodnim krańcu głównego placu miał znaleźć się pomnik „Niemieckiego Mężczyzny” autorstwa Willego Mellera, pod który wykonano rzeźbiony cokół. Na południe od „domu wspólnotowego” znajdował się „dziedziniec honorowy” z halą ku czci puczystów. Do pozostałych obiektów należały gospoda (Burgschänke), zadaszony parking (Kraftwagenhalle), audytorium, hala sportowa, szkoła, budynek bramny z wartownią, dom wspólnotowy dla kobiet, komendantura z salami seminaryjnymi oraz ujeżdżalnia. Nad jeziorem wzniesiono dwie przystanie, które wyposażone były w kajaki, łodzie wiosłowe, żaglówki i dużą łódź motorową Danzig.
Początkowo nad kompleksem górowała okrągła wieża, przylegająca od południa do „domu wspólnotowego”. Pełniła funkcję wieży ciśnień. W 1940 r. została wyburzona ponieważ Robert Ley uznał jej formę za nieodpowiednią. W kolejnych etapach budowy dążono do monumentalizacji kompleksu. Planowano wzniesienie „domu wiedzy” w formie potężnej ceglanej budowli z dwuspadowym dachem i narożnymi, prostokątnymi wieżami. Nigdy go nie ukończono. W 1939 r. wzniesiono jedynie dwie z czterech planowanych wież.
Brama wraz z wartownią i centralą telefoniczną oraz część gospody zostały zniszczone w pożarze w 1944 r. Halę sportową, dom wspólnotowy dla kobiet, dom komendanta i przystanie zniszczono w czasie pobytu wojsk radzieckich. Halę ku czci puczystów rozebrano w drugiej połowie lat sześćdziesiątych. W 1967 r. spłonęły budynki komendantury i audytorium, odbudowano je w zmienionej formie z płaskimi dachami.

## Kapsuła Czasu
29 sierpnia 2016 r. w miejscu okrągłej wieży rozpoczęto prace wykopaliskowe w celu wydobycia kapsuły czasu złożonej podczas ceremonii 22 kwietnia 1934 r. Spodziewano się w niej odnaleźć film z obchodów 600-lecia Złocieńca we wrześniu 1933 r. Dotarcie do kapsuły było utrudnione ze względu na dużą głębokość posadowienia fundamentów, grube warstwy betonu oraz miny przeciwpancerne znalezione w wykopie i na zamurowanym wejściu do wieży. Kapsułę wydobyto dopiero 6 września po całkowitym odsłonięciu fundamentów wieży. Kapsułę przetransportowano do Muzeum Narodowego w Szczecinie, gdzie została otwarta 13 września. We wnętrzu znajdowały się m.in. akt erekcyjny, gazety lokalne z 21 i 22 kwietnia 1934 r., zaproszenie na otwarcie Ordensburga, książka autorstwa Paula von Niessena oraz broszura wydana z okazji 600-lecia Złocieńca, monety, zdjęcia i panoramy miasta, mapa Złocieńca na przełomie XIV–XV wieku, dwa egzemplarze Mein Kampf, folder promocyjny miasta i lokalny zeszyt ilustrowany.